# Ctenarchis cramboides
Ctenarchis cramboides är en fjärilsart som beskrevs av John S. Dugdale 1995. Ctenarchis cramboides ingår i släktet Ctenarchis och familjen Carposinidae. Inga underarter finns listade i Catalogue of Life.